# Orestias agassizii
Orestias agassizii är en fiskart som beskrevs av Valenciennes, 1846. Orestias agassizii ingår i släktet Orestias och familjen Cyprinodontidae. Inga underarter finns listade i Catalogue of Life.